# Guy Texereau
Guy Texereau (ur. 14 maja 1935 w Melle, zm. 28 kwietnia 2001 w Saint-Astier) – francuski lekkoatleta, długodystansowiec, trzykrotny uczestnik igrzysk olimpijskich.
Odnosił największe sukcesy w biegu na 3000 metrów z przeszkodami. Startował w tej konkurencji na igrzyskach olimpijskich w 1960 w Rzymie, ale odpadł w eliminacjach. Na mistrzostwach Europy w 1962 w Belgradzie zajął 7. miejsce na tym dystansie.
Zajął 6. miejsce w biegu na 3000 metrów z przeszkodami na igrzyskach olimpijskich w 1964 w Tokio oraz 4. miejsce na tym dystansie na mistrzostwach Europy w 1966 w Budapeszcie. Zajął 3. miejsce w tej konkurencji w finale Pucharu Europy w 1967 w Kijowie. Na igrzyskach olimpijskich w 1968 w Meksyku wystąpił w biegu na 3000 metrów z przeszkodami i w biegu maratońskim, ale nie ukończył żadnej z tych konkurencji.
Texereau startował z powodzeniem w biegach przełajowych. Siedmiokrotnie wystąpił w międzynarodowych mistrzostwach w biegach przełajowych z następującymi rezultatami: 1959 – nie ukończył biegu, 1964 – 16. miejsce, 1966 – 10. miejsce, 1967 – 7. miejsce, 1968 – 4. miejsce, 1970 – 84. miejsce i 1971 – również 84. miejsce. Zdobył z Francją srebrne medale w klasyfikacji drużynowej w 1964, 1966 i 1968 oraz brązowy w 1967.
Był mistrzem Francji w biegu na 3000 metrów z przeszkodami w latach 1960 i 1962–1968, w biegu na 5000 metrów w 1965 i w biegu na 10 000 metrów w 1963, wicemistrzem w biegu na 3000 metrów z  przeszkodami w 1961 i 1970, w biegu na 5000 metrów w 1967 oraz w biegu przełajowym w latach 1964 i 1966–1968, a także brązowym medalistą w biegu na 3000 metrów z  przeszkodami w 1969 i w biegu na 10 000 metrów w 1966.
W latach 1962–1966 ośmiokrotnie poprawiał rekord Francji w biegu na 3000 metrów z przeszkodami do rezultatu 8:30,0, uzyskanego 3 września 1966 w Budapeszcie.
Rekordy życiowe Texereau:
- bieg na 5000 metrów – 13:48,6 (16 lipca 1965, Paryż)
- bieg na 3000 metrów z przeszkodami – 8:30,0 (3 września 1966, Budapeszt)